# Papyrus Chester Beatty I (Ramessidenzeit)
Bei dem Papyrus Chester Beatty I aus der Ramessidenzeit, auch als Papyrus Chester Beatty Nr. 1 bezeichnet, handelt es sich um eine vollständige Schriftrolle, die einst von Alfred Chester Beatty gesammelt wurde. Während der Text vollständig erhalten ist, wurde der Papyrus, auf dem der Text geschrieben steht, in fünf Fragmente zerteilt.

## Beschreibung
Diese Schriftrolle ist nicht zu verwechseln mit dem Papyrus Chester Beatty I, einer frühen Handschrift des Neuen Testaments, welche wahrscheinlich um 250 n. Chr. in Ägypten entstanden ist und ebenfalls zu den Chester-Beatty-Papyri gehört. Einige Ägyptologen verwenden für diese beiden sehr verschiedenen Papyri unterschiedslos dieselbe Bezeichnung, wobei erst aus dem Kontext der darauffolgenden Ausführungen klar wird, welcher der beiden Papyri gemeint ist.
Der Papyrus Chester Beatty I ist 5,02 m lang und 21,5 cm hoch. Er ist nach Auffindung, Erwerb und Besitzwechsel im Laufe der Forschungen in fünf Teile und damit in die Papyrus-Fragmente Pap 1.1 bis Pap 1.5 zerlegt worden. Die Chester Beatty Library verzichtet auf ihrer Webseite auf den Zusatz „Chester Beatty“ und bezeichnet alle ihre Papyri nur mit römischen Ziffern, den Papyrus 1 mit seinen 5 Teilen allerdings abweichend mit einer arabischen Ziffer.
Die Schriftrolle des Gesamt-Papyrus wurde allerdings in Orientierung nach der Spalteneinteilung auf der Vorderseite zerteilt, ohne Rücksicht darauf, dass dadurch die Spalte auf der Rückseite zerschnitten wird, denn die Zahl und Breite der Textkolumnen verlaufen auf der Vorder- und Rückseite der Schriftrolle keineswegs parallel-synchron. Daraus folgt letztlich, dass die Zerlegung des Papyrus in fünf Abschnitte keine inhaltliche Aufteilung repräsentiert, sondern aufgrund anderweitiger praktischer Erwägungen erfolgte.
Der Papyrus Chester Beatty I wurde in der Regierungszeit von Pharao Ramses V. in neuägyptischer Sprache und in neu-hieratischer Schrift verfasst. Der Entstehungsort ist Theben. Nach Erkenntnissen von Forschenden gehörte er zu einem in Deir el-Medina entdeckten Archiv einer Gemeinschaft von Handwerkern, die damals in den Tälern der Könige und Königinnen arbeiteten. Dieses Archiv beziehungsweise diese Privatbibliothek umfasste ursprünglich etwa 40 verschiedene Papyri, von denen zumindest einige von dem US-amerikanischen Bergbauingenieur und Büchersammler Alfred Chester Beatty zusammengetragen wurden und heute in Sammlungen in Kairo, Genf, London, Oxford und Dublin verstreut sind. Der Papyrus Chester Beatty I befindet sich derzeit in der Chester Beatty Library (irisch: Leabharlann Chester Beatty) in Dublin.

## Inhalt
Der Papyrus Chester Beatty I wurde 1931 von Alan H. Gardiner in einer mustergültigen Edition herausgegeben. Sie enthält Schwarzweiß-Fotografien des Papyrus, eine Übertragung des hieratischen Textes in Hieroglyphen sowie eine Übersetzung mit Kommentar.
Die Vorderseite (recto) wird eingenommen von der fast vollständig erhaltenen mythischen Erzählung Der Streit zwischen Horus und Seth, eine Auseinandersetzung der beiden Götter um den Thron des Osiris. Danach folgt ein Liebeslied in sieben Strophen, auch Nachtsobek-Lied genannt, offenbar von derselben Hand geschrieben.
Auf der Rückseite (verso) sind einige Texte abgewischt und teilweise überschrieben worden. Den jetzigen Bestand hat Gardiner in 8 Abschnitte („sections“) unterteilt:
- Section A: ein Götterhymnus; der gepriesene Gott wird jedoch nicht genannt, es könnten Amun, Chons oder Thot sein. Der Hymnus bricht mitten im Satz ab.
- Section B: Hymnus auf Ramses V; auch dieser Text endet mitten im Satz, wobei der Rest der letzten Zeile offenbar weggewischt wurde. Dieser Hymnus ermöglicht die Zuweisung des Papyrus in die Zeit Ramses’ V. Er enthält zudem eine Datierung: „Regierungsjahr 2, dritter Monat der Achet-Jahreszeit, Tag 28“.
- Section C: ein Liebeslied, das beginnt mit: „Anfang der Sprüche der großen Herzensfreude“; manche übersetzen auch: „Anfang der Sprüche der großen Unterhaltungskünstlerin“
- Section D: eine Rinderverkaufsquittung
- Sections E, F und H: Aktennotizen
- Section G: ein weiteres Liebeslied, das heute den Titel „Drei Wünsche“ trägt.

Nach Gardiners Urteil gehören die Liebeslieder auf der Rückseite zu den

„most complete, intelligible, and poetic love-songs which Ancient Egypt has bequeathed to us (deutsche Übersetzung: vollständigsten, verständlichsten und poetischsten Liebesliedern, die uns das alte Ägypten hinterlassen hat)“

Sie haben moderne Schriftsteller zu Nachdichtungen angeregt.

## „Sitz im Leben“
In einer viel beachteten Untersuchung zur Entstehung und Funktion (Sitz im Leben) des Papyrus Chester Beatty I hat die Ägyptologin Ursula Verhoeven darauf hingewiesen, dass einige dieser Texte zusammengehören; insbesondere sieht sie das Loblied auf Ramses V. und die mythische Erzählung vom Streit zwischen Horus und Seth in einem Zusammenhang mit der Thronfolge in der Ramessidenzeit, denn besonders unter Ramses V. bestand

„ein besonderer Bedarf, die Erbfolge auf den Sohn im Gegensatz zu der auf den Bruder zu legitimieren“. Das Loblied auf den König sei eine Legitimationsurkunde, „an den regierenden König an dem Tag übergeben, der aufgrund der ramessidischen Tagewählkalender das dafür in Frage kommende Datum war, nämlich am 28.III.Achet [die Datierung im Hymnus]. Der vorangehende Tag war nach dem Kalender der Tag der Kämpfe und der Entscheidung im Thronfolgestreit zwischen den Göttern Horus und Seth. Dies koinzidiert mit der im Papyrus ebenfalls vorangehenden Erzählung, die den gesamten Legitimationsmythos in einer Fassung darbietet, die dazu geeignet ist, bei einem festlichen Anlass mit hohem Unterhaltungswert, aber dennoch propagandistischer Funktion vorgetragen zu werden. Es liegt also nahe, einen göttlich-königlichen Festakt zu vermuten, bei dem neben anderen feierlichen Ritualen dieser Text seinen ‚Sitz im Leben‘ erhielt.“

Diese Auffassung von der Funktion dieses Papyrus blieb jedoch nicht unwidersprochen. Der Ägyptologe Joachim Friedrich Quack ist der Argumentation nachgegangen und verwies darauf, dass das Loblied auf Ramses V. unvollständig ist. Auch unter Berücksichtigung einer ausgewischten Zeile sei der Text „nie vollständig“ gewesen. „Hinzu kommt, dass einige andere Texte der Handschrift bei Verhoeven nicht enger in Betracht gezogen werden.“ Quack nennt namentlich die Liebeslieder. „Auch die Handhabung der administrativen Einträge ist selektiv.“ Er kommt daher zum Ergebnis: „Obgleich ich selbst eine Nutzung der Mythen im Rahmen von Festen durchaus für plausibel halte, sehe ich keine ausreichenden Belege, um in diesem Falle eine Verbindung des Mythos von Horus und Seth mit einem Festakt für Ramses V. zu etablieren.“

## Spätere Teilstücke
- Papyrus Chester Beatty I.1 in den Kurzformen Papyrus 1.1 oder auch Pap 1.1[7]
- Papyrus Chester Beatty I.2 in den Kurzformen Papyrus 1.2 oder auch Pap 1.2[8]
- Papyrus Chester Beatty I.3 in den Kurzformen Papyrus 1.3 oder auch Pap 1.3[9]
- Papyrus Chester Beatty I.4 in den Kurzformen Papyrus 1.4 oder auch Pap 1.4[10]
- Papyrus Chester Beatty I.5 in den Kurzformen Papyrus 1.5 oder auch Pap 1.5[11]